# Tipal Burn
Der Tipal Burn (auch Tipalt Burn genannt) ist ein Wasserlauf in Northumberland, England. Er entsteht aus dem Zusammenfluss von Buckbog Sike, Sweet Sike und einem unbenannten Zufluss. Er fließt zunächst in westlicher Richtung. Nördlich des Thirlwall Castle wendet er sich in südlicher Richtung und durchquert den Hadrianswall. Er wendet sich dann in südöstlicher Richtung und mündet am westlichen Rand von Haltwhistle in den River South Tyne.